# Neagolius abchasicus
Neagolius abchasicus är en skalbaggsart som beskrevs av Edmund Reitter 1892. Neagolius abchasicus ingår i släktet Neagolius och familjen Aphodiidae. Inga underarter finns listade i Catalogue of Life.